# ITER

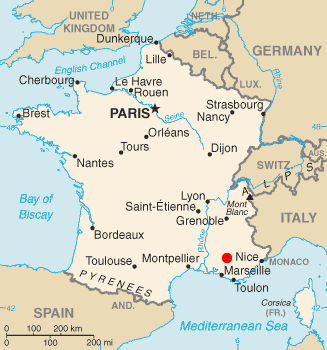
Locatie van ITER in het zuiden van Frankrijk

De 35 deelnemende landen

ITER (International Thermonuclear Experimental Reactor) is een internationaal samenwerkingsproject met als doel de wetenschappelijke en technische haalbaarheid aan te tonen van kernfusie als energiebron op aarde.

## Samenwerkingsverband
De huidige partners in het ITER-project zijn de Europese Unie, het Verenigd Koninkrijk, Japan, Zuid-Korea, China, India, de Verenigde Staten en de Russische Federatie (33 landen).
Het samenwerkingsverdrag werd ondertekend in oktober 2007 en de bouw van het project naast het Cadarache-onderzoekscentrum, in de zuid-Franse gemeente Saint-Paul-lès-Durance ging van start in 2013. De eerste testen met plasma worden verwacht in 2025 en de echte fusie-experimenten in 2035.

## Geschiedenis

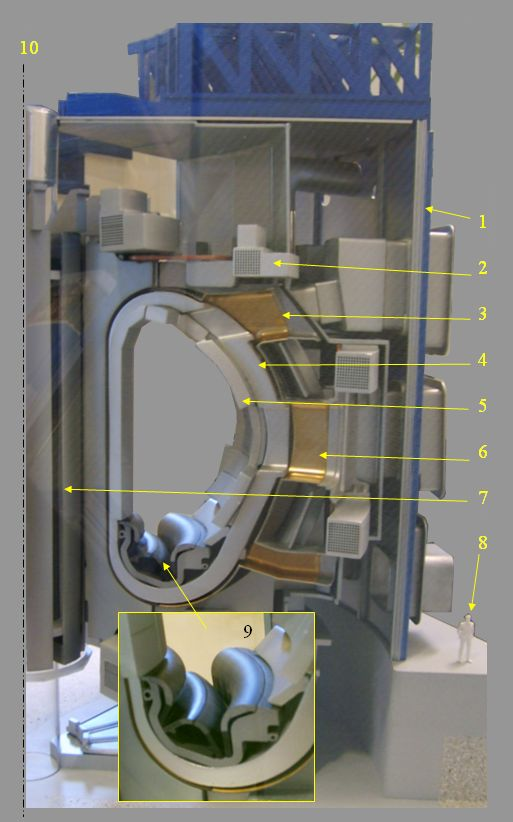
Model van een achtste sectie van de ITER-testreactor.
1 omhulling
2 Primaire transformatorwindingen
3 entreepoorten naar de plasmakamer
4 toroïdale plasmakamer
5 wandmodules
6 entreepoort voor diverse doelen
7 centraal constructie-element
8 mens op schaal
9 diverter voor gasafvoer
10 hartlijn van de machine

De ITER-samenwerking begon in 1985 op voorstel van Michail Gorbatsjov tijdens de top in Genève met Ronald Reagan. De Sovjet-Unie, de VS, Japan en de Europese Unie richtten een samenwerkingsverband op onder de noemer van de IAEA. De Verenigde Staten, die zich in 1999 terugtrokken uit het ITER-project, zijn begin 2003 weer teruggekeerd. China en Zuid-Korea zijn er sinds 2003 bij. India is lid sinds december 2005. Canada was lid tot 2004, maar haakte af toen hun vestigingsplaats afviel.
Vier landen hebben een locatie aangeboden voor de vestiging van ITER: Frankrijk, Spanje, Canada en Japan. Na een selectieproces bleven er twee locaties over: Cadarache in Zuid-Frankrijk en Rokkasho-mura in Japan. Europa en Japan konden echter niet tot een akkoord komen en beide locaties hadden onder de toen zes deelnemende landen evenveel steun. In juni 2005 is uiteindelijk besloten de reactor in Cadarache te bouwen, in de buurt van een Frans nucleair onderzoekscentrum. In ruil hiervoor mag Japan een groter deel van de medewerkers binnen het project leveren.

### Bouw

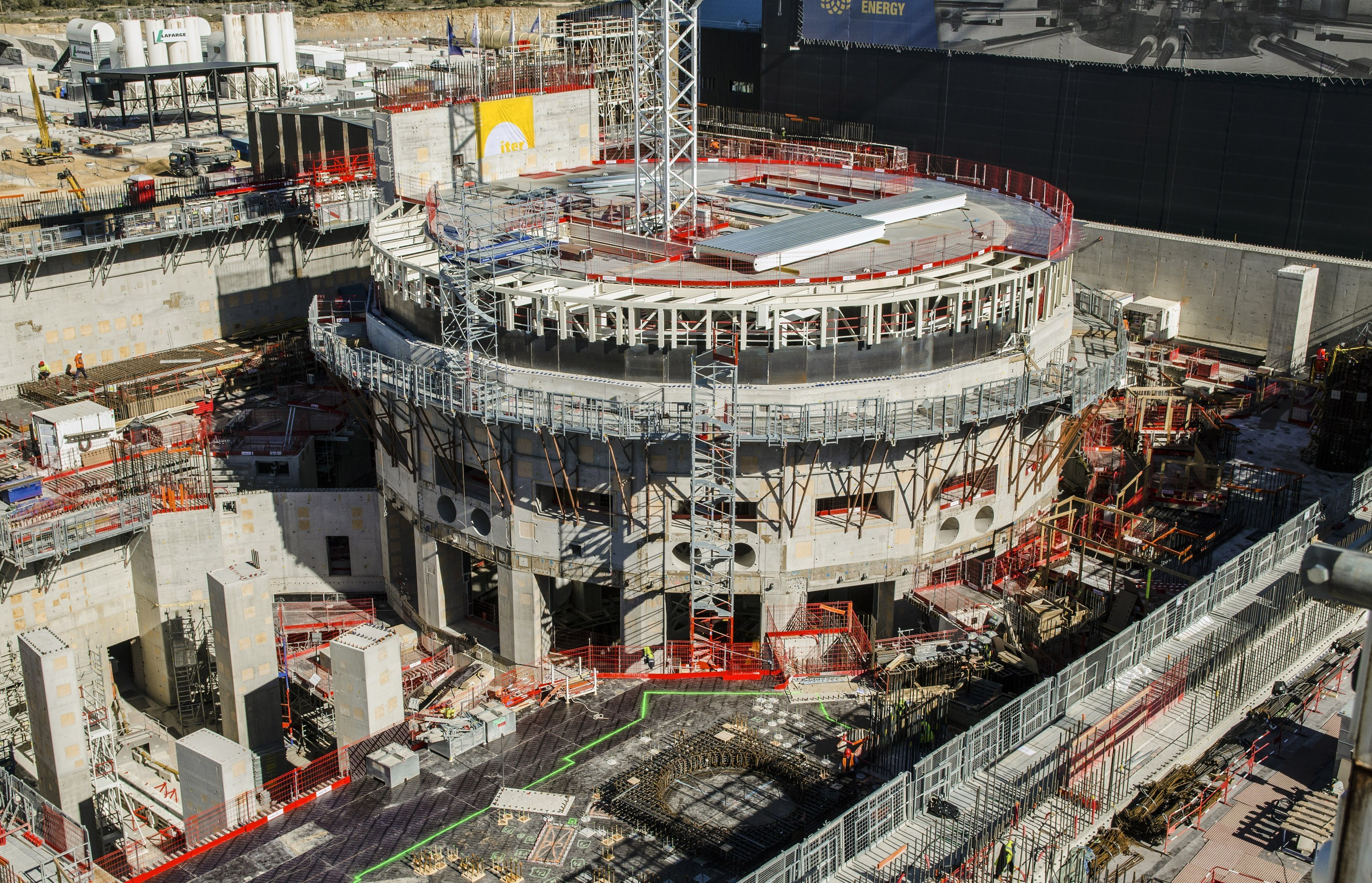
ITER tijdens de bouw in 2018

Op een terrein van 42 hectare werd in augustus 2010 met de bouw gestart. De bouw van het ITER-complex begon in 2013, en de installatie van de tokamak in 2020. In 2014 waren er zo'n 1400 mensen actief met de bouw en dit liep op tot zo'n 5000 in 2018-2019 toen de bouwwerkzaamheden een hoogtepunt bereikten.

### Kosten
Initieel was het budget €6 miljard, het benodigde budget werd geschat op €18 tot €22 miljard. Andere schattingen zijn kosten van $45 en $65 miljard, maar deze worden betwist door ITER. Hoe dan ook is ITER het meest kostbare wetenschappelijke experiment sinds het International Space Station (€100 miljard). Ter vergelijking: De kosten voor de Large Hadron Collider waren €7,5 miljard.

## Werking

Kernreactie tussen deuterium en tritium die plaats grijpt in een fusiereactor

Het eerste ontwerp van de ITER-machine voorzag in een fusievermogen van 1,5 gigawatt thermisch, vergelijkbaar met dat van een toekomstige commerciële energiecentrale. Na een verzoek van de ITER-partners om een substantiële vermindering van de kosten, werd het ITER-ontwerp verkleind naar een machine van 500 megawatt (MW). Het uiteindelijke ontwerp werd in 2001 goedgekeurd. 
De totale bouwkosten bedragen ongeveer 5 miljard euro, verspreid over tien jaar.
De fusie-experimenten van dit moment zoals JET (Culham, Engeland), JT-60 (Naka, Japan), TFTR (Princeton, gesloten in 1997), en de kleinere Europese machines, hebben een grote hoeveelheid kennis opgeleverd over de technologie en fysica van kernfusie. De volgende stap is de fysica van fuserende plasma’s op de schaal van een energiecentrale te bestuderen, en de technologie te testen die fusie als veilige en betrouwbare energiebron beschikbaar maakt. 
Door een elektrische stroom te sturen door primaire windingen (zie afbeelding en ook transformator) wordt een elektrisch veld in de toroïdale vacuümkamer geïnduceerd, waarin zich een mengsel van deuterium en tritium van lage druk bevindt. Het grootste deel van dat gasmengsel verandert in een plasma vanwege de secundaire stroom (tot 15 mega-ampère) die in dat plasma loopt. Rond de torus staat een ring van supergeleidende magneten opgesteld. De geladen deeltjes in het plasma (deuterium- en tritiumkernen en elektronen) draaien met grote snelheid rond de magnetische veldlijnen en zullen daarbij onderling botsen en fuseren. Daarbij komen onder andere hoog-energetische neutronen vrij. Het magnetisch veld dient er tevens voor dat het plasma vrij blijft van de toruswand (de “mantel”). 
In ITER zullen bijvoorbeeld mantelmodules getest worden voor de tritiumproductie en voor het opvangen van de warmte die met name door de snelle neutronen in de toruswand wordt vrijgemaakt. De neutronen hebben geen lading en worden dus niet door het magneetveld opgesloten. 
Om deze doelen te bereiken zal ITER een stuk groter zijn dan de grootste huidige tokamak: JET. Deze extrapolatie is mogelijk door de solide basis die de diverse internationale experimenten hebben gelegd, en een gedegen kennis van de fysische principes die aan de tokamak ten grondslag liggen.

## Technische specificatie

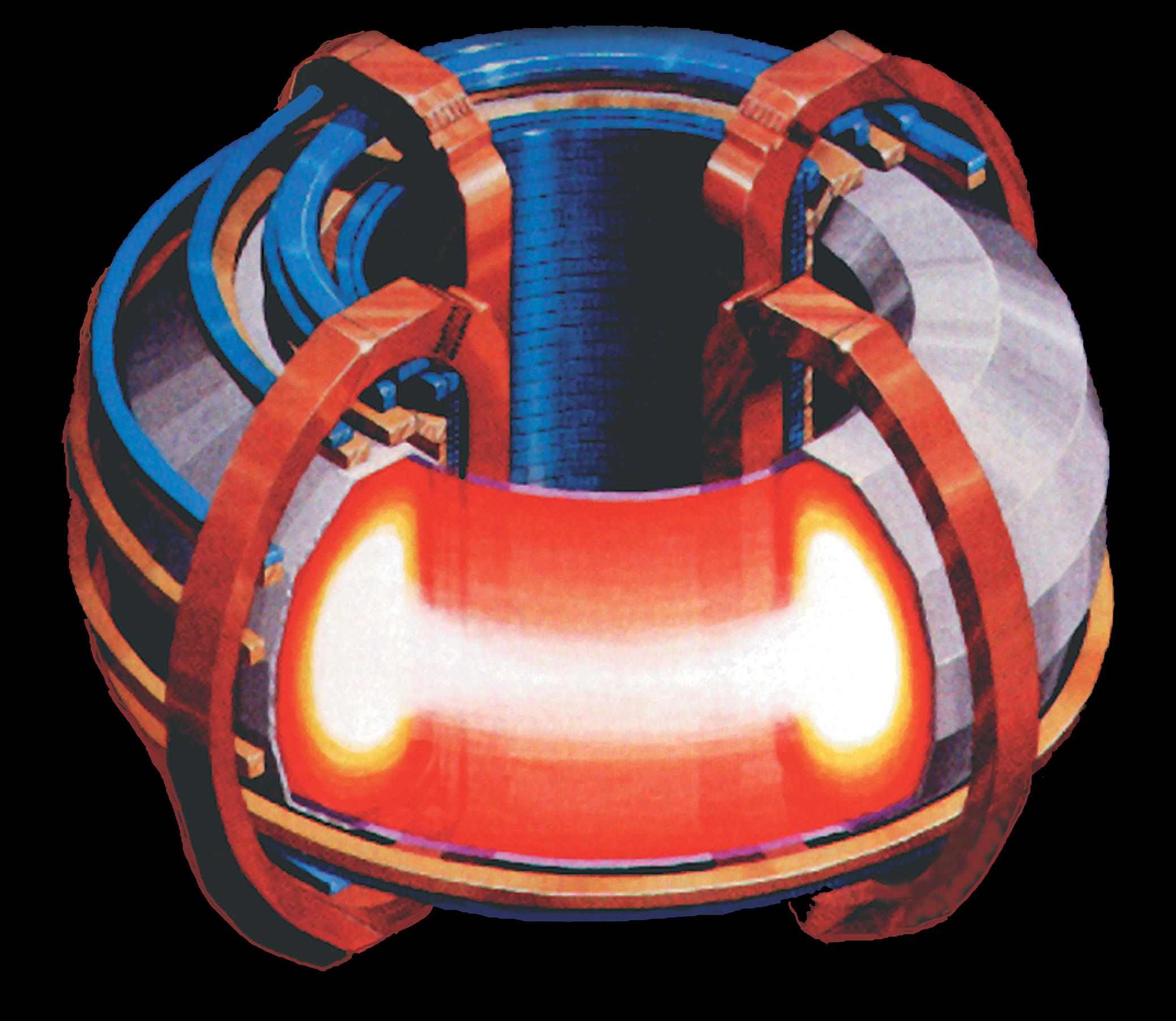
Tokamak met plasma

ITER wordt een tokamakmachine met een fusievermogen van 500 MW thermisch en een inputvermogen (in de vorm van plasmaverwarming) van 50 MW, zodat de energievermenigvuldiging Q=10 bedraagt. De hele machine verbruikt 300 MW tijdens een run. De tijdsduur (opsluitingsduur) van het plasma bedraagt 500 seconden, wat met geavanceerdere technieken uit te breiden is tot zo'n 3000 seconden. 
ITER is ongeveer 24 meter hoog en 34 meter in doorsnede, en het plasmavolume bedraagt 850 m³, wat bijna 10 keer meer is dan het volume bij de Joint European Torus. De straal van de torus is ongeveer 6 meter, en de plasmakamer is ongeveer 8 meter hoog.

## Technische uitdagingen
Een aantal technische aspecten zijn nog in ontwikkeling. De belangrijkste daarvan hebben betrekking op de plaatselijke hoge warmtebelasting van de reactiekamer. Met name bij de diverter, onder in de reactiekamer, is de warmtebelasting zodanig hoog (ca. 10 MW/m²) dat aan onconventionele oplossingen wordt gewerkt, waarbij gedacht wordt aan constructies met wolfraam en grafiet. Sinds 2021 is er projectgoedkeuring voor Nederlands onderzoek aan het concept van een sponsachtig wandmateriaal waarin vloeibaar metaal de warmtehuishouding verzorgt (LiMes project). Een ander aspect is de complexe vorm van het binnenwerk van de reactor, waardoor aan onderhoud met behulp van een robotarm hoge eisen worden gesteld.

## Kritiek
Een aantal fusie-onderzoekers, waaronder Eric Lerner en Robert Bussard, heeft kritiek geuit op ITER vanwege het opslokken van onderzoeksgelden die, volgens hen, beter hadden kunnen worden besteed.
De kritiek spitst zich vooral toe op de grote technische problemen, alsmede de hoge kosten van deze vorm van energieopwekking. Kritiek is er ook op de vermeende onwil bij sommige ITER-onderzoekers om deze problemen onder ogen te zien omdat hun baan en carrière afhangen van het geld dat beschikbaar komt voor Tokamak-onderzoek.
Daar staat tegenover dat inmiddels landen als China en Zuid-Korea een eigen nationaal programma opstarten voor de opvolger van ITER, vaak aangeduid met DEMO (DEMOnstration Power Station). Dit moet de eerste experimentele reactor worden in 2050.
Na DEMO wordt DEMO2 gebouwd die netto energie moet gaan opleveren. De levelized cost of energy (LCOE) wordt te zijner tijd geschat op 100 euro per megawattuur. Ter vergelijking: volgens onderzoek van het Fraunhofer-instituut is de LCOE voor grootschalige zon- en windenergie in 2021 respectievelijk 50 euro en 80 euro per megawattuur. Doordat de wet van Wright van toepassing lijkt op zon- en wind-energie zal dit naar verwachting nog goedkoper worden.